# Red Bull RB14
La Red Bull RB14 è una vettura da Formula 1 realizzata dalla Red Bull Racing per prendere parte al campionato mondiale di Formula 1 2018. Sostituisce la Red Bull RB13, vettura che l'anno precedente, pur avendo ottenuto tre vittorie, non aveva soddisfatto appieno le aspettative. I piloti che guideranno la monoposto saranno Daniel Ricciardo e Max Verstappen. La vettura è equipaggiata con motore Renault, rinominato per ragioni di sponsorizzazione TAG Heuer. È l’ultima vettura della Red Bull Racing ad utilizzare power unit Renault.

## Livrea
La nuova vettura della Red Bull si presenta con una colorazione nera e blu al giorno di lancio, il 19 febbraio. Come viene annunciato dallo stesso team austriaco si tratta di una livrea provvisoria. Gli sponsor rimangono gli stessi dell'anno precedente con una maggiore presenza del marchio Aston Martin, che dal 2018 sostituisce Infiniti come title sponsor della Red Bull, il cui simbolo è ben visibile soprattutto sull'ala posteriore. In occasione dei Test di Barcellona, la Red Bull si presenta con la livrea classica che sarà anche quella adottata dalla scuderia per il resto della stagione.

## Caratteristiche

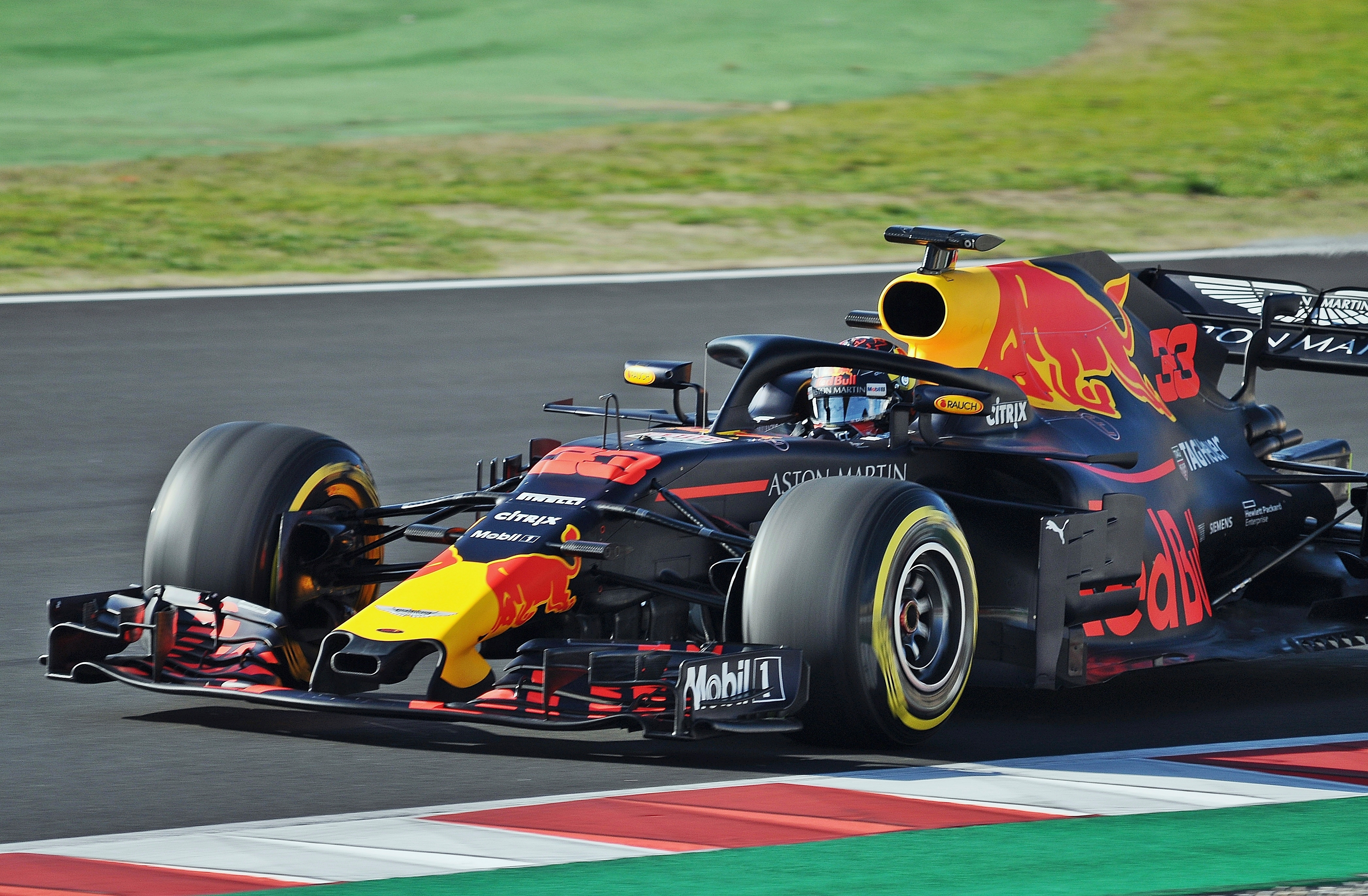
Dettaglio dell'anteriore della RB14 di Verstappen, con il sistema Halo a protezione dell'abitacolo.

La vettura conserva molte delle soluzioni adottate nella passata stagione, soprattutto quello meglio riuscite. Ad esempio il muso mantiene la stessa protuberanza con il sistema dell'S-Duct  rimasto praticamente invariato, così come i deviatori di flusso e i bargeboard mantengono le stesse forme. Anche le pance in cui è alloggiata la Power Unit  appaiono piuttosto ristrette, così come era per la RB13, ma sono posizionate più in alto. Per la realizzazione di questi ultimi elementi aerodinamici, la Red Bull pare essersi ispirata alla Mercedes W08 più che alla Ferrari SF70H.
I cambiamenti maggiori sono nella zona dei radiatori che appaiono più piccoli, così come l'introduzione del dispositivo Halo per il regolamento che non presenta alcuna carenatura. Rispetto alle altre monoposto già presentate l'airbox non presenta le classiche "orecchie" ma è costituito da una sola apertura. La sospensione anteriore è di tipo push rod. Rispetto alla vettura precedente, si può notare come i braccetti della sospensione siano posizionati più in alto.
Per quanto riguarda il mozzo della ruota sono stati confermati i mozzi soffianti che permettono di espellere direttamente l'aria calda che si genera all'interno del cerchio, il che permette di ridurre le turbolenze. Infine al posteriore la RB14 rimane molto rastremata con la presenza sull'ala di vari endplate.

## Carriera agonistica

### Test
La monoposto fa il suo debutto a Silverstone per il filming day il 19 febbraio, il giorno della presentazione, guidata da Daniel Ricciardo. La prima giornata di test a Barcellona è positiva con la scuderia austriaca che risulta il primo team per giri percorsi con Ricciardo. Nella quarta giornata di test la Red Bull percorre solo 35 giri a causa di un guasto al cambio che compromette tutta la giornata di prove.

### Stagione

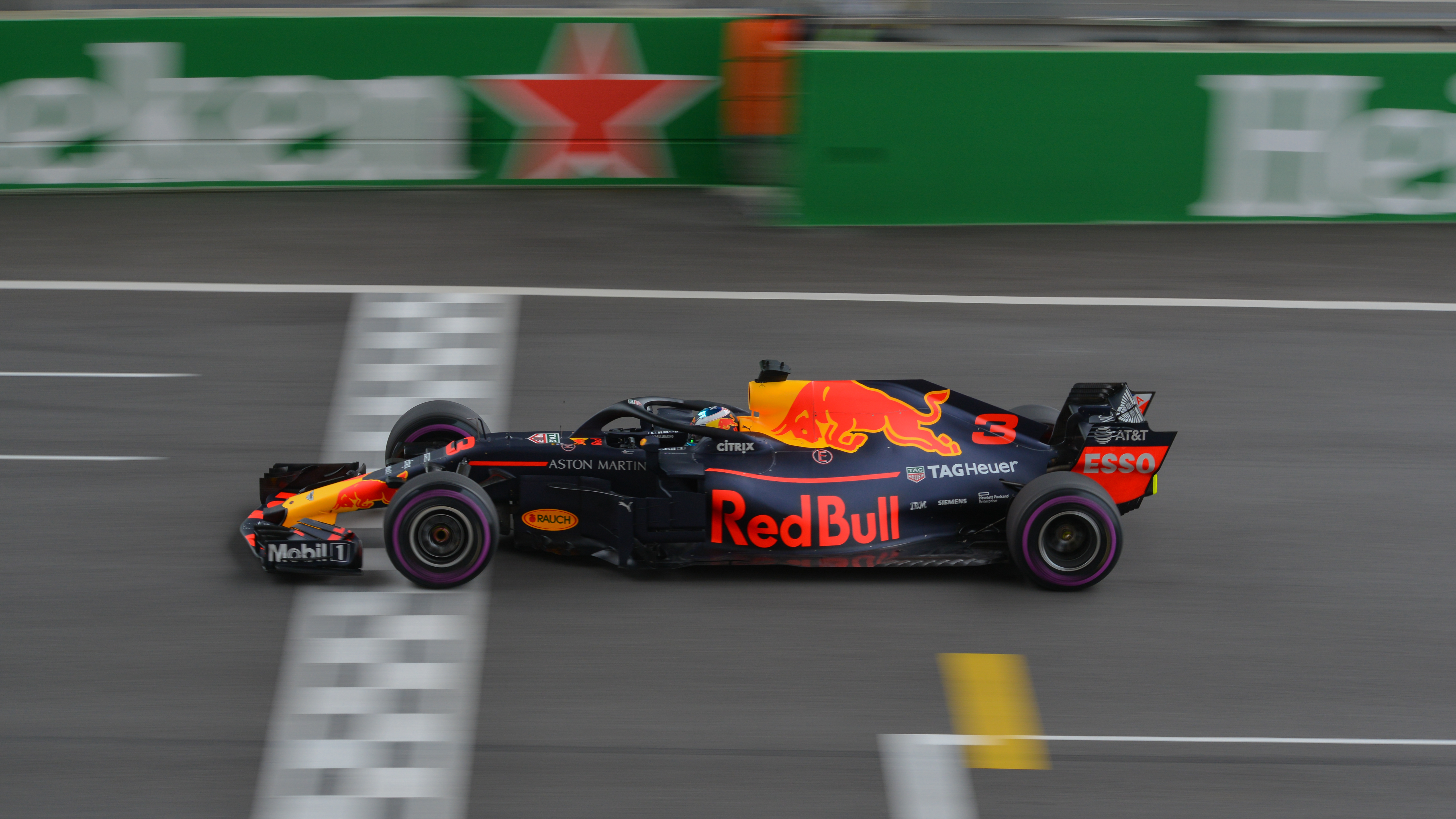
Vista laterale della RB14 di Ricciardo nelle prove libere del vittorioso Gran Premio di Cina

Nel primo Gran Premio stagionale a Melbourne, in qualifica, Max Verstappen manca per poco la prima fila a causa di un errore in Q3, mentre Daniel Ricciardo, quinto, parte ottavo per una penalità rimediata durante le prove libere. In gara Verstappen parte male e, nel tentativo di recuperare, finisce in testacoda. Dopo una Safety Car e il ritiro delle due Haas, Ricciardo conclude quarto, mentre il suo compagno chiude sesto. Nel Bahrein Ricciardo si qualifica quinto e Verstppen quindicesimo per un incidente in Q1, ma entrambi si ritirano dopo pochi giri, Verstappen per una foratura, Ricciardo per un problema tecnico.
Il team anglo-austriaco vince con Ricciardo un rocambolesco Gran Premio di Cina; Verstappen chiude quarto ma viene retrocesso in quinta posizione per via dell'incidente con Sebastian Vettel. In Azerbaijan entrambi i piloti si ritirano per un incidente, avvenuto dopo un incessante duello. In Spagna Verstappen, terzo, ottiene il suo primo podio stagionale, mentre Ricciardo conclude quinto. A Monaco Ricciardo conquista la sua seconda pole position mentre Verstappen è costretto a partire ultimo, dopo un incidente nelle ultime prove libere: in gara Ricciardo vince, mentre Verstappen rimonta fino al nono posto. Nelle successive tre gare la RB14 conquista altri tre podi sempre con Verstappen, arrivando rispettivamente terzo, secondo e infine primo in Austria, con la Red Bull che per la prima volta trionfa nella sua gara di casa. Seguono tre gare consecutive senza podi.
Nella seconda parte di stagione sarà ancora solo Verstappen ad ottenere piazzamenti a podio: 7 nelle ultime 9 gare. La stagione di Ricciardo, invece, è resa difficile dai numerosi ritiri, compreso quello nel Gran Premio del Messico (poi vinto da Verstappen) dopo aver ottenuto la pole position. La Red Bull conclude la stagione terza nei costruttori con 419 punti.

## Piloti
| Piloti ufficiali       | Piloti ufficiali | Piloti ufficiali |
| Nazione                | Nome             | Numero           |
| ---------------------- | ---------------- | ---------------- |
| Australia (bandiera)   | Daniel Ricciardo | 3                |
| Paesi Bassi (bandiera) | Max Verstappen   | 33               |
| Piloti di riserva      |                  |                  |
| Nazione                | Nome             | Nome             |
| Svizzera (bandiera)    | Sébastien Buemi  | 5                |

## Risultati in Formula 1
| Anno | Team            | Motore  | Gomme | Piloti     |   |     |   |     |   |   |   |   |     |     |     |     |     |     |   |   |   |     |     |   |   | Punti | Pos. |
| ---- | --------------- | ------- | ----- | ---------- | - | --- | - | --- | - | - | - | - | --- | --- | --- | --- | --- | --- | - | - | - | --- | --- | - | - | ----- | ---- |
| 2018 | Red Bull Racing | Renault | P     | Ricciardo  | 4 | Rit | 1 | Rit | 5 | 1 | 4 | 4 | Rit | 5   | Rit | 4   | Rit | Rit | 6 | 6 | 4 | Rit | Rit | 4 | 4 | 419   | 3º   |
| 2018 | Red Bull Racing | Renault | P     | Verstappen | 6 | Rit | 5 | Rit | 3 | 9 | 3 | 2 | 1   | 15* | 4   | Rit | 3   | 5   | 2 | 5 | 3 | 2   | 1   | 2 | 3 | 419   | 3º   |

| Legenda | 1º posto     | 2º posto | 3º posto    | A punti         | Senza punti/Non class.  | Grassetto – Pole position Corsivo – Giro più veloce |
| Legenda | Squalificato | Ritirato | Non partito | Non qualificato | Solo prove/Terzo pilota | Grassetto – Pole position Corsivo – Giro più veloce |

* – Indica il pilota ritirato ma ugualmente classificato avendo coperto, come previsto dal regolamento, almeno il 90% della distanza di gara.